# Campionati italiani di triathlon medio del 2017
I Campionati italiani di triathlon medio del 2017 sono stati organizzati dalla Federazione Italiana Triathlon e si sono tenuti a Lovere in Lombardia, in data 4 giugno 2017.
La gara ha previsto 1,9 km di nuoto, 85 km della frazione ciclistica ed una frazione podistica finale di 21 km.
Tra gli uomini ha vinto Giulio Molinari ( Carabinieri), mentre la gara femminile è andata a Marta Bernardi (Tri Evolution).

## Risultati

### Élite uomini
| Pos. | Atleta                  | Società sportiva       | Nuoto    | Bici     | Corsa    | Totale   |
| ---- | ----------------------- | ---------------------- | -------- | -------- | -------- | -------- |
|      | Giulio Molinari         | Carabinieri            | 00:26:59 | 02:15:59 | 01:13:09 | 03:57:32 |
|      | Marcello Ugazio         | Azzurra Triathlon Team | 00:30:29 | 02:19:34 | 01:11:25 | 04:02:56 |
|      | Matteo Fontana          | MMTT                   | 00:30:53 | 02:20:33 | 01:18:35 | 04:12:22 |
| 4    | Bruno Pasqualini        | Torino Triathlon       | 00:32:07 | 02:25:58 | 01:14:58 | 04:14:51 |
| 5    | Pierluigi Senor         | Torino Triathlon       | 00:34:58 | 02:23:45 | 01:14:47 | 04:15:44 |
| 6    | Mauro Pera              | PPRTeam                | 00:27:01 | 02:32:06 | 01:15:29 | 04:16:04 |
| 7    | Pietro Felice Di Silvio | The Hurricane          | 00:29:58 | 02:28:03 | 01:16:24 | 04:16:21 |
| 8    | Davide Rossetti         | Team Bike Gussago      | 00:32:20 | 02:27:48 | 01:14:59 | 04:17:20 |
| 9    | Emanuele Ciotti         | The Hurricane          | 00:29:25 | 02:30:33 | 01:18:13 | 04:20:27 |
| 10   | Francesco Gualtieri     | T.D. Rimini            | 00:30:40 | 02:28:14 | 01:19:42 | 04:20:39 |
| 11   | Alessio Rispoli         | Forhans Team           | 00:27:10 | 02:31:00 | 01:21:03 | 04:20:59 |
| 12   | Stefano Luciani         | Sportego Team          | 00:40:09 | 02:22:33 | 01:16:46 | 04:21:37 |
| 13   | Stefano Intagliata      | PPRTeam                | 00:28:47 | 02:35:25 | 01:16:44 | 04:23:07 |
| 14   | Simone Mantolini        | The Hurricane          | 00:29:27 | 02:31:32 | 01:20:22 | 04:23:08 |
| 15   | Stefano Davite          | Sai Frecce Bianche     | 00:31:56 | 02:29:42 | 01:19:37 | 04:23:21 |
| 16   | Alberto Casadei         | Fiamme Oro             | 00:27:03 | 02:40:10 | 01:14:35 | 04:24:27 |
| 17   | Norberto Oddone         | Torino Triathlon       | 00:30:28 | 02:33:12 | 01:19:30 | 04:25:29 |
| 18   | Andrea Recagno          | Forhans Team           | 00:30:51 | 02:39:05 | 01:15:02 | 04:26:58 |
| 19   | Michele Insalata        | Otrè Triathlon Team    | 00:32:26 | 02:34:05 | 01:19:09 | 04:27:28 |
| 20   | Luca Ronchi             | 226 Triathlon V.       | 00:34:43 | 02:30:34 | 01:20:53 | 04:28:05 |

### Élite donne
| Pos. | Atleta               | Società sportiva       | Nuoto    | Bici     | Corsa    | Totale   |
| ---- | -------------------- | ---------------------- | -------- | -------- | -------- | -------- |
|      | Marta Bernardi       | Tri Evolution          | 00:31:46 | 02:40:52 | 01:22:02 | 04:36:29 |
|      | Margie Santimaria    | T.D. Rimini            | 00:29:40 | 02:40:47 | 01:26:41 | 04:38:52 |
|      | Silvia Colussi       | Forhans Team           | 00:31:45 | 02:52:59 | 01:37:01 | 05:04:15 |
| 4    | Giulia Bedorin       | 707 Triathlon Team     | 00:31:32 | 03:00:52 | 01:30:23 | 05:04:56 |
| 5    | Elisa Scalambra      | Pro Patria Milano      | 00:42:02 | 02:50:49 | 01:31:31 | 05:07:56 |
| 6    | Monica Ferrari       | PPRTeam                | 00:38:41 | 02:57:48 | 01:29:42 | 05:08:49 |
| 7    | Roberta Maule        | Peschiera Triathlon    | 00:39:27 | 02:59:36 | 01:27:19 | 05:08:49 |
| 8    | Chiara Ciuffini      | Tri Evolution          | 00:40:21 | 02:45:45 | 01:43:15 | 05:12:17 |
| 9    | Francesca Ravazzolo  | Padova Nuoto Triathlon | 00:40:00 | 02:59:20 | 01:34:26 | 05:16:02 |
| 10   | Barbara Davolio      | Woman Triathlon Italia | 00:41:43 | 02:51:09 | 01:42:00 | 05:17:11 |
| 11   | Francesca Rigo       | Woman Triathlon Italia | 00:43:47 | 02:59:37 | 01:33:44 | 05:21:03 |
| 12   | Monia Fornari        | Schiantarelli          | 00:36:45 | 03:06:28 | 01:35:33 | 05:21:25 |
| 13   | Valentina Odaldi     | Pol. Centese T&D       | 00:44:02 | 02:59:41 | 01:35:32 | 05:22:06 |
| 14   | Elena Tuzza          | Rhodigium Team         | 00:42:43 | 02:54:46 | 01:40:43 | 05:22:23 |
| 15   | Silvia Guenzani      | Varese Triathlon       | 00:41:20 | 03:10:14 | 01:29:41 | 05:23:37 |
| 16   | Giorgia Zanetta      | Black Bart Minerva     | 00:41:48 | 03:02:36 | 01:38:07 | 05:25:42 |
| 17   | Giulia Ramponi       | Padova Nuoto Triathlon | 00:40:11 | 02:59:06 | 01:45:44 | 05:27:20 |
| 18   | Maria Angioni        | Torino Triathlon       | 00:42:48 | 03:08:23 | 01:33:03 | 05:27:36 |
| 19   | Danielle Kurpershoek | DDS                    | 00:39:04 | 02:59:27 | 01:44:51 | 05:27:39 |
| 20   | Antonia Fracchetti   | Dolomitica Nuoto CTT   | 00:39:47 | 02:59:35 | 01:45:02 | 05:27:42 |